# Derarimus flavipubens
Derarimus flavipubens es una especie de coleóptero de la familia Anthicidae.

## Distribución geográfica
Habita en Indonesia.